# Gustavus Hamilton
Gustavus Hamilton, född omkring 1650 i Sverige, död 1691 i Enniskillen, var en svensk friherre och guvernör av Enniskillen på Nordirland.
Gustavus Hamilton tillhörde den friherrliga ätten Hamilton af Deserf som med fadern Ludvig Hamilton naturaliserats som friherrar i Sverige men som ursprungligen kom från Skottland. Modern Catharina (1631–1689) tillhörde den adliga ätten Stiernfelt eller Grubbe, bördig från ärkebiskop Andreas Laurentii Björnram, Bureätten och Grubb. År 1661 sålde fadern sin hustrus egendomar i Sverige och överflyttade med familjen till Irland där han strax efter ankomsten blev ihjälskjuten varpå hustrun gifte om sig. Gustavus Hamilton blev 1688 utsedd till guvernör av Enniskillen och slog sig ner på Monea slott som Malcolm Hamilton of Monea, en av hans förfäder låtit uppföra. Under den ärorika revolutionen utnämnde kung Vilhelm III av England honom också till härförare över infanteriet i Enniskillen som under denna tid belägrades av den katolske tronpretendenten Jakob II av England.